# DESY
A DESY intézetet (Deutsches Elektronen-Synchrotron, Német Elektronszinkrotron) 1959-ben alapították Hamburgban. A Nagyenergiájú Fizikai Intézet 1992-ben indította el Zeuthenben (Brandenburg tartományban) a második telephelyet.
A DESY fő kutatási területei a részecskefizika és a szinkrotronsugárzás vizsgálata. Ezeket a vizsgálatokat segíti a HERA (Hadron-Elektron-Ring-Anlage) és a DORIS III (Doppel-Ring-Speicher), a két részecskegyorsító gyűrű.
A központ évi kb. 160 millió euró kerettel gazdálkodik, 1560 alkalmazottjuk közül 360 tudóssal. A nemzetközi kutatásokban 33 nemzet több mint 2900 kutatója vett részt 2005-ös adatok szerint, melyből 1000 részecskefizikai (HERA), 1900 szinkrotronsugárzással kapcsolatos kutatásokat (HASYLAB) végzett.

## A DESY gyorsítói, eszközei és kísérletei
A DESY gyorsítói az idővel változnak a kutatók kívánalmainak megfelelően, hogy egyre nagyobb energiákon vizsgálhassák a részecskék szerkezetét. Újabb gyorsítók elkészültekor a régebbi gyorsítók többnyire előgyorsítókként szolgálnak, vagy szinkrotronsugárforrásként a körülötte lévő kutatólaborok (például HASYLAB) számára.
Jelenleg a DESY legfontosabb műszerei a HERA részecskegyorsító, a HASYLAB szinkrotronsugárzás-kutatólabor és a FLASH szabadelektron-lézer. Az egyes eszközöket elkészítésük idejének sorrendjében tárgyaljuk (sorszám esetén a jelenlegit adjuk meg):

### DESY
1960-ban kezdték az első részecskegyorsító építését, a DESY-ét (Deutsches Elektronen-Synchrotron), amelyről a kutatóközpont a nevét kapta. Az 1964-ben induló gyorsító elektronokat 7,4 GeV tudott felgyorsítani.
Nemzetközi érdeklődést először 1966-ban váltott ki, a kvantum-elektrodinamika vizsgálatában való közreműködésével. Az eredmények megerősítették az elméletet. A következő évtizedben vált a DESY a nagyenergiájú fizika fejlesztésének és iparának szakértői központjává.
A gyorsított elektronoknál melléktermékként fellépő szinkrotronsugárzást csak 1967-ben használták fel abszorpció (elnyelés) mérésére. Ebben a nagyfrekvenciájú spektrumtartományban eddig nem volt hagyományos sugárforrás. Az Európai Molekuláris Biológiai Laboratórium (EMBL) felhasználta az új lehetőséget, és 1972-ben egy állandó külső munkahelyet alapított a DESY-nél, hogy a szinkrotronsugárzást biológiai struktúrák kutatására felhasználja.
A DESY II elektron-szinkrotron és a DESY III protonszinkrotron 1987-ben, illetve 1988-ban a HERA előgyorsítóiként álltak üzembe.

### DORIS III
A DORIS (kettős gyűrű (alakú) tároló, Doppel-Ring-Speicher) 1969 és 1974 között épült, a második gyorsítógyűrű és az első tárológyűrű volt a DESY-ben, nagyjából 300 méter kerülettel. Eredetileg elektron-pozitron tárológyűrűnek építették, a DORIS-ban sikerült első ízben elektront az antirészecskéjével ütköztetni 2×3,5 GeV energiával. 1978-ban az energiát 2×5 GeV-ra növelték.
A HASYLAB 1980-as elindulásával a DORIS melléktermékként fellépő szinkrotronsugárzását kutatásra használták fel. Eleinte csak a működési idejének harmadában használták sugárforrásként, 1993-tól azonban DORIS III név alatt csak a HASYLAB sugárforrásaként szolgál. Az intenzívebb és jobban vezérelhető szinkrotronsugárzás eléréséhez a DORIS-t 1984-ben wigglerekkel és undulátorokkal szerelték fel: speciális mágneselrendezéssel az elektronokat szinuszhullám alakú pályára kényszerítik, ezáltal a kibocsátott sugárzás fényessége százszorosára növekedhet a szinkrotronból eredetileg kihozhatónak.
A DORIS III gyorsító 42 mérőhellyel rendelkezik, amelyekben különböző kutatási területek nagyjából 80 műszere található. Egy évben a teljes mérési időtartam nyolc-tíz hónap.

### PETRA II
A PETRA (Positron-Elektron-Tandem-Ring-Anlage) gyorsítógyűrűt 1975 és 1978 között építették. Ez a gyorsító volt működése alatt a legnagyobb ilyen típusú tárológyűrű, és ma is a DESY második legnagyobb szinkrotrona a HERA után. Eredetileg az elemi részecskék kutatását szolgálta. Az egyik legfontosabb eredménye a gluonoknak, az erős kölcsönhatás közvetítőrészecskéinek közvetlen kimutatása volt 1979-ben. Pozitronokat és elektronokat 19 GeV-re volt képes felgyorsítani egymással szemben és ütköztetni, tehát megsemmisülésükkor (annihiláció) összesen 2×19 = 38 GeV szabadult fel.
A PETRA kutatásai a DESY-eszközök intenzív nemzetközi használatához vezettek. Kína, Anglia, Franciaország, Izrael, Japán, Hollandia, Norvégia és az USA vett részt a számtalan német kolléga mellett a PETRA első vizsgálataiban.
1990-ben PETRA II néven a HERA előgyorsítója lett, melyben protonokat és elektronokat/pozitronokat gyorsítottak. 1995 márciusában a PETRA II-t undulátorokkal szerelték fel, hogy képes legyen intenzív röntgensugár összetevővel rendelkező szinkrotronsugárzás erősítésére. Azóta a PETRA II nagyenergiájú szinkrotronsugárforrásként szolgál a HASYLAB számára. Pozitronokat jelenleg 12 GeV-ra gyorsítanak vele.

### HASYLAB
A HASYLAB (Hamburgi Szinkrotronsugárzási Labor, Hamburger Synchrotronstrahlungslabor) szolgál a DESY-ben a szinkrotronsugárzás kutatására. 1980-ban 14 mérőhellyel indult (jelenleg 42 van).
A labor a DORIS tárológyűrű mellett helyezkedik el, hogy az általa szolgáltatott szinkrotronsugárzást fel tudja használni a kutatás számára. 1993 óta a DORIS III kizárólag a HASYLAB sugárforrásaként szolgál. A DORIS III tárológyűrű 42 mérőhelye mellett a HASYLAB-nak még három tesztmérőhelye van a PETRA tárológyűrűnél.